# أندرو غرينوود
أندرو غرينوود (بالإنجليزية: Andrew Greenwood)‏ (20 أغسطس 1847 في المملكة المتحدة - 12 فبراير 1889 في المملكة المتحدة) هو لاعب كريكت بريطاني (وحمل سابقاً جنسية المملكة المتحدة لبريطانيا العظمى وأيرلندا). شارك مع منتخب إنجلترا للكريكت. أما مع النوادي، فقد لعب مع نادي مقاطعة يوركشاير للكريكت ‏.

## وصلات خارجية
- أندرو غرينوود على موقع إي آس بي آن كريك إنفو (الإنجليزية)